# Lisa Sieburger
Lisa Sieburger (19 de noviembre de 1991) es una deportista alemana que compitió en duatlón. Ganó una medalla de plata en el Campeonato Europeo de Duatlón de 2016.

## Palmarés internacional
| Campeonato Europeo | Campeonato Europeo | Campeonato Europeo | Campeonato Europeo |
| Año                | Lugar              | Medalla            | Prueba             |
| ------------------ | ------------------ | ------------------ | ------------------ |
| 2016               | Kalkar ( Alemania) | Medalla de plata   | Individual         |